# مطرانية الرومان الكاثوليك في ماكاسار
مطرانية الرومان الكاثوليك في ماكاسار (بالإنجليزية: Roman Catholic Archdiocese of Makassar)‏ هي أبرشية تقع في إندونيسيا في . يقدر عدد سكانها بـ 11,519,628 نسمة .